# Guillermo II de Montpellier
Guilhèm Bernard de Montpellier (en español Guillermo y en catalán: Guillem de Montpeller) fue el segundo señor de la dinastía de señores Guilhèm de esta ciudad. Nació hacia el 1025 y murió alrededor 1059. Era sobrino de Guilhem I fundador de la dinastía.